# آيشواريا (ممثلة)
آيشواريا هي كاتبة سيناريو وممثلة هندية، ولدت في 21 أبريل 1971 بتشيناي في الهند.

## وصلات خارجية
- آيشواريا على موقع IMDb (الإنجليزية)
- آيشواريا على موقع قاعدة بيانات الفيلم (الإنجليزية)